# Centro de Recepción de Visitantes (Córdoba)
El Centro de Recepción de Visitantes es un edificio situado en el centro histórico de la ciudad de Córdoba (España), utilizado como centro de interpretación y atención turística de la ciudad y sede del Consorcio de Turismo de Córdoba.

## Historia
La construcción del centro de recepción de visitantes fue llevada a cabo por la Junta de Andalucía en el marco del «Plan de actuaciones en el Puente Romano de Córdoba y entornos», proyecto del arquitecto Juan Cuenca.
Las obras de construcción comenzaron en febrero de 2007 con un presupuesto estimado de 4.837.455 euros. El tiempo de ejecución se estimó en 24 meses, plazo que se superó ampliamente debido principalmente a los restos arqueológicos encontrados en el subsuelo. En enero de 2009 las obras estaban por encima del 50% de su ejecución y en febrero de 2010 se encontraban al 80% de su ejecución.
Las obras concluyeron finalmente a principios de 2013, aunque el edificio no se abrió al público hasta el 9 de octubre de 2014. Este retraso fue debido a que, una vez la Junta de Andalucía entregó el edificio al Ayuntamiento de Córdoba, hubo un desencuentro entre ambos, ya que no se ponían de acuerdo sobre el uso y la función que desempeñaría el centro. Así pues, el Ayuntamiento decidió devolver la propiedad a la Junta, quien se hizo cargo de su apertura y la gestión del mismo.
En su interior también alberga una exposición sobre el proyecto de remodelación e integración del río Guadalquivir en el entorno y lo esencial que ha sido para la evolución histórica de Córdoba.
En septiembre de 2019 abrió en su interior el restaurante OBA Tapas & Shop, gestionado por Bodegas Mezquita,aunque cerró un año más tarde debido a la pandemia de covid-19. El 2 de febrero de 2024 volvió a reabrir bajo el grupo Serenisima y con el nombre CRV Bar.

## Arquitectura
El centro está formado por dos edificios paralelos de alturas diferentes separados por una calle peatonal. El edificio norte tiene una altura de 10,96 metros y unas dimensiones de 39,15 x 11,50 metros. El edificio sur tiene una altura de 4,70 metros y unas dimensiones de 27,73 x 19,40 metros. Los dos edificios cuentan en su cubierta con sendos miradores.

## Restos arqueológicos
En el subsuelo del edificio norte se encuentran los siguientes restos arqueológicos:
- Una plaza de entrada a la ciudad construida durante la época del emperador Claudio (45-54) tras la puerta del Puente.
- Cimientos de un edificio visigodo del siglo VI-VII, probablemente un complejo episcopal.
- Dos depósitos de aceite con su pavimento en opus spicatum junto a la cimentación de un pie de prensa para las aceitunas. Este conjunto forma parte de un molino romano datado entre el siglo I y el siglo III.

En el subsuelo del edificio sur se encuentra una muralla romana reconstruida en el siglo XVI, mientras que en el patio se encuentra una alberca visigoda.